# Parigné-sur-Braye

Parigné-sur-Braye este o comună în departamentul Mayenne, Franța. În 2009 avea o populație de 730 de locuitori.